# یرن(نروژ)
یَرِن، منطقهٔ ساحلی کم ارتفاع و مسطح و هموار در جنوب بوکنافیورد در استان روگالاند در کشور نروژ است. بخش اصلی یَرِن، ۶۵ کیلومتر از بوکنافیورد در شمال، تا  شهر دالانه در جنوب امتداد دارد. این ناحیه شامل هشت شهرداری است که مجموعاً مساحتی برابر با ۱٬۶۴۲ کیلومتر مربع، و با جمعیتی معادل ۳۱۳٬۸۸۹ نفر ساکن را تشکیل می‌دهند. هر چند وزش باد باعث سختی کشت و رشد درختان میوه و جنگلداری می‌شود. اما این منطقه، مهم‌ترین منطقه کشاورزی در  غرب نروژ و یکی از پرجمعیت‌ترین مناطق این کشوراست. یَرِن، در بیشتر قسمتها از یک دشت به طول ۶۰ کیلومتر و عرض ۱۵ کیلومتر تشکیل شده‌است.

### ابهامات آماری
از دیدگاه ادارهٔ سیاسی کشور، نام منطقهٔ یَرِن، در چند زمینهٔ مختلف، بدون حدود کاملاً متمایز، در ارتباطات متفاوتی به کارمی رود. دادگاه‌های قضایی منطقهٔ یَرِن، تنها شامل بعضی از شهرهای منطقه می‌شود. اما از نظر جغرافیایی منطقهٔ یَرِن، شامل تمام شهرداری‌های منطقه می‌شود. به منظور ساده‌سازی، در امر تهیه گزارش و آمار این تفاوتها نادیده گرفته شده و همهٔ ۸ شهر منطقه، در آمار سرشماری به حساب می‌آیند. طبق این تعریف، منطقهٔ یَرِن، ۲۵۶۹ کیلومتر مربع را پوشش داده و شامل ۳۳۰٫۹۸۲ جمعیت، در سال ۲۰۲۰ میلادی می‌شود. به این ترتیب منطقهٔ یَرِن، از نظر مساحت ۲۷٫۴ در صد کل مساحت استان روگالاند را شامل شده و از نظر جمعیت، ۶۹ درصد ساکنان استان روگالاند را دربر می‌گیرد.

## شکل زمین و شرایط طبیعی
نظریه معمول در مورد پیدایش منطقهٔ یَرِن، این است که یک یخچال طبیعی از جنوب شرقی در یک دوره، پیش از آخرین عصر یخبندان، یخ‌رفت یا مورِن عظیمی را روی طاقچه زیرین قرار داده‌است. مواد سازندهٔ یخ‌رفت از کف دریا خراشیده شده و عمدتاً حاوی رسوبات آهکی و در بخش‌هایی همراه با مقادیر قابل توجهی مارن است.
در آخرین عصر یخبندان، توسط یک یخچال طبیعی که بر بستر سنگی شمال شرقی تکیه دارد، یک لایه نازک از یخ‌رفت دوباره، روی لایه قبلی قرار گرفته‌است. مواد موجود دراین لایهٔ بالایی، ماسه، شن و سنگ است. در جنوب، ضخامت لایهٔ بالایی، کم و گاهی کاملاً محو شده‌است. اما کل ضخامت یخ‌رفت که در جنوب به بیش از ۱۰۰ متر می‌رسد؛ رو به سمت شمال کاهش می‌یابد. در بخش کم ارتفاع منطقه، تنها در چند محل، به عنوان مثال در داخل و اطراف استاوانگر، صخرهٔ سنگی از پوشش لایهٔ یخ‌رفت بیرون زده‌است. تغییر ارتفاع که در بخش مرتفع منطقهٔ یَرِن، به بیش از ۱۲۰ متر بالاتر از سطح دریا می‌رسد؛ درشمال تند و در جنوب نیز محسوس است. در بخش مرتفع، پوشش لایه روسبی (ماسه، شن) بر بستر سنگی زیرین، بسیار فقیر است.

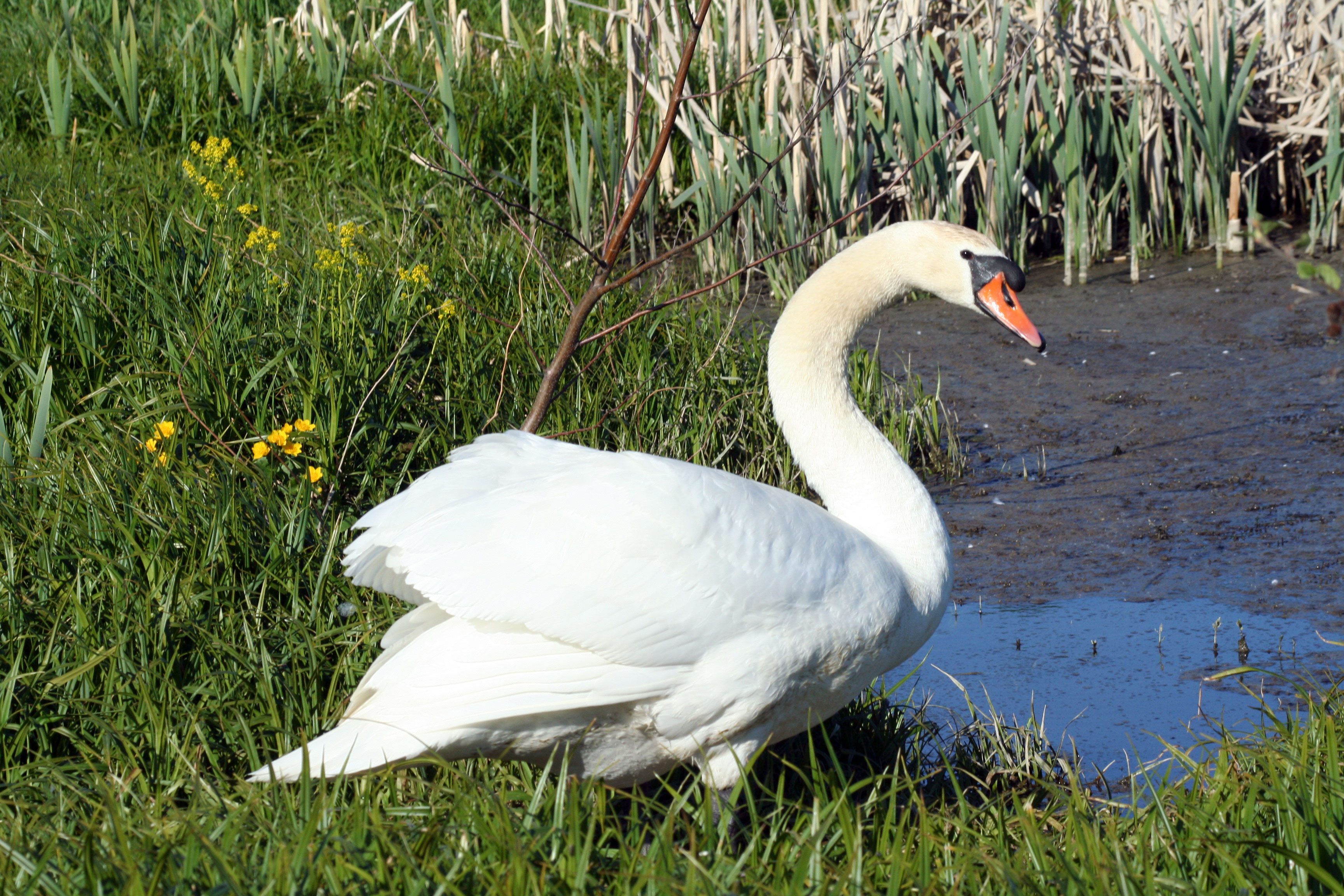
از سال ۱۹۷۷ سواحل منطقهٔ یَرِن؛ و دریاچه‌های داخلی آن، حفاظت شده اعلام شده‌است.

خط ساحلی در امتداد منطقهٔ یَرِن، در جنوب  سولا نسبتاً مستقیم و تقریباً بدون جزیره های کوچک در نزدیکی آن است. در شمال، یک فیورد به ساحل نفوذ می‌کند و در اینجا چند جزیره کوچک در نزدیکی ساحل به وجود آمده‌است. ساحل یرن به خصوص در شمال از نوع سواحل شنی است. در جنوب امواج دریا، یک خاکریز کم و بیش پیوسته از سنگ‌ریزه ایجاد کرده‌است.
منطقهٔ یَرِن، فاقد رسوبات دریایی است. تخمین زده می‌شود که این منطقه از زمان وخامت آب و هوا در آغاز عصر آهن، قابل تردد بوده‌است. در طول زمستان، منطقهٔ یَرِن، با دریاچه‌هایی داخلی خود، مهم‌ترین محل تجمع پرندگان در کشور نروژ است. از سال ۱۹۷۷ سواحل منطقهٔ یَرِن؛ و دریاچه‌های داخلی آن، حفاظت شده اعلام شده‌است.

## شرایط اقتصادی

### کشاورزی و دامداری
تا اواسط قرن نوزدهم، منابع کشاورزی یَرِن، به شکل مناسبی مورد استفاده قرار نگرفته بود. از مهم‌ترین دلایل این نارسایی، می‌توان از زمین باتلاقی و پر از سنگ؛ و گسترش زیستگاه مورلند نام برد.
از دههٔ ۱۸۶۰ دورهٔ جدیدی در کشاورزی منطقه ظهور کرد. در سالهای پایانی قرن ۱۹ میلادی، به پشتوانهٔ نوآوری‌های فنی، در زمینهٔ ماشین آلات کشاورزی و ارتباطات و نیز تشکیل تعاونی‌های کشت و زرع، این دورهٔ نوین زراعت، شتاب بیشتری پیدا کرد. آب چندین دریاچهٔ کوچک و گاه نسبتاً بزرگ تخلیه شد. باتلاقها خشکانده شدند. زمین پر از سنگ و اسیدی مورلند منطقه، به زیر شخم ماشینی قرار داده شد. به این ترتیب سنگها پاکسازی شدند. از زمینهای باتلاقی که قبلاً ویژگی خاص این منطقه محسوب می‌شدند، نشان چندانی باقی نمانده‌است.
ضمن اینکه هنوز زمین‌های قابل کشت زیادی در منطقه، زیر کشت نرفته‌است؛
و مناطق زیر کشت نیز از هم‌اکنون در تضاد با منافع توسعه شهر سازی قرار گرفته‌اند.

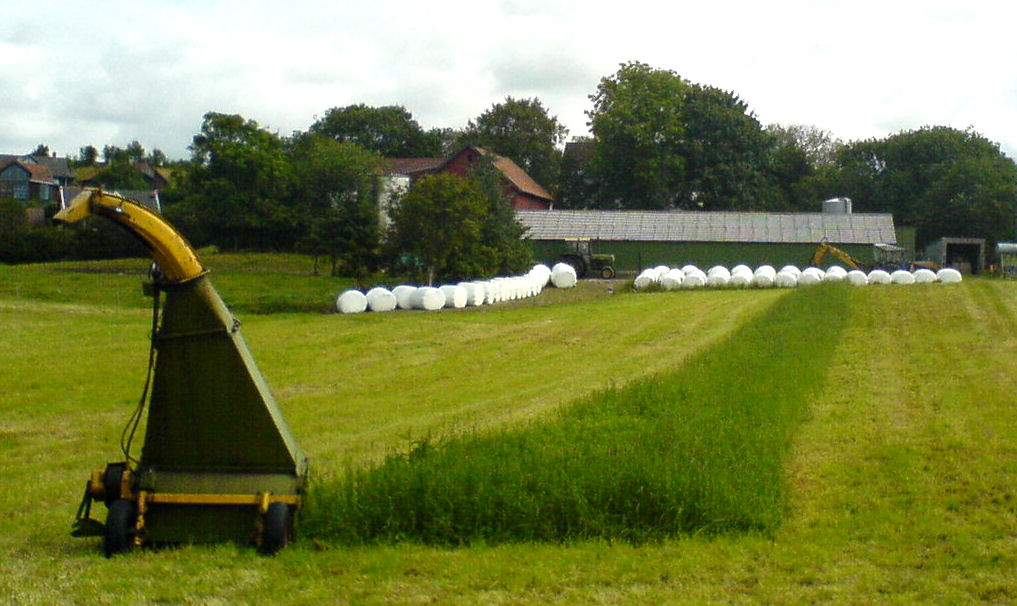
منطقهٔ یَرِن، در امور کشاورزی بسیار فعال است. تصویر یک دستگاه دروگر علوفه را در مزرعه ای در یَرِن نشان می‌دهد. این دستگاه علوفه در یک کارخانه محلی که سابقه آن به سال۱۸۶۴ می‌رسد، ساخته شده‌است. عکس: Pål Berge

خاک منطقهٔ یَرِن، در مبدأ امر، چندان حاصل خیز نیست. قبل از به‌کارگیری ماشین‌های مدرن کشاورزی، زراعت در این منطقه بسیار طاقت فرسا بود. حق تقدم منطقه یَرِن، برای کشاورزی بیش از هر چیز در گروی تناسب آرایش جغرافیایی منطقه، برای استفاده از ماشین‌های کشاورزی و شرایط اقلیمی است. دورهٔ رشد گیاهان و موسم چرای چهارپایان در این منطقه نسبت به دیگر مناطق نروژ، طولانی است. تناسب بین دمای هوا و بارندگی، مناسب رشد و نمو گیاهان علفی و ریشه‌های غده ای است. فعالیت اصلی تولیدی در منطقهٔ یَرِن، بر فراورده‌های حیوانی استوار است. از جمله تولید شیر، پرورش خوک و مرغ و نیز گوسفند داری در این منطقه و در همسایگی دالانه رواج دارد.
هشت شهرداری واقع در یَرِن، در سال ۲۰۲۰ میلادی، ۰٫۵ درصد مساحت نروژ و ۶٫۲ درصد جمعیت این کشور را داشتند. درمقام مقایسه، منطقه یَرِن، ۴٫۷ درصد از سطح زمین‌های زیرکشت کل نروژ را دارد. اما کشت غلات دراین منطقه تنها ۰٫۷ درصد از کل سطح کشت غله در کشور نروژ است. فعالیت دامداری در یَرِن، سهم قابل توجهی در مقایسه با کل کشور دارد. ۲۱٪ از پرورش خوک، ۵٫۷٪ از گوسفندان در مدت بیشتر از یک سال، ۱۰٫۵ در صد از گاوها در سال ۲۰۱۹ متعلق به منطقه یَرِن، بوده‌است. ضمن اینکه درمقایسه با بهره‌برداری از واحد سطح و نیز بازده هر رأس دام، منطقه یَرِن، در سطح بالاتری نسبت به سایر نقاط کشور قرار دارد. یَرِن، دارای تعدادی مؤسسه دولتی مربوط به امور کشاورزی و دامداری است. از جمله در این منطقه، مزارع آزمایشی، شعبه‌های کنترل و نیز مزارع اصلاح بذر و دام وجود دارند.

### صنایع

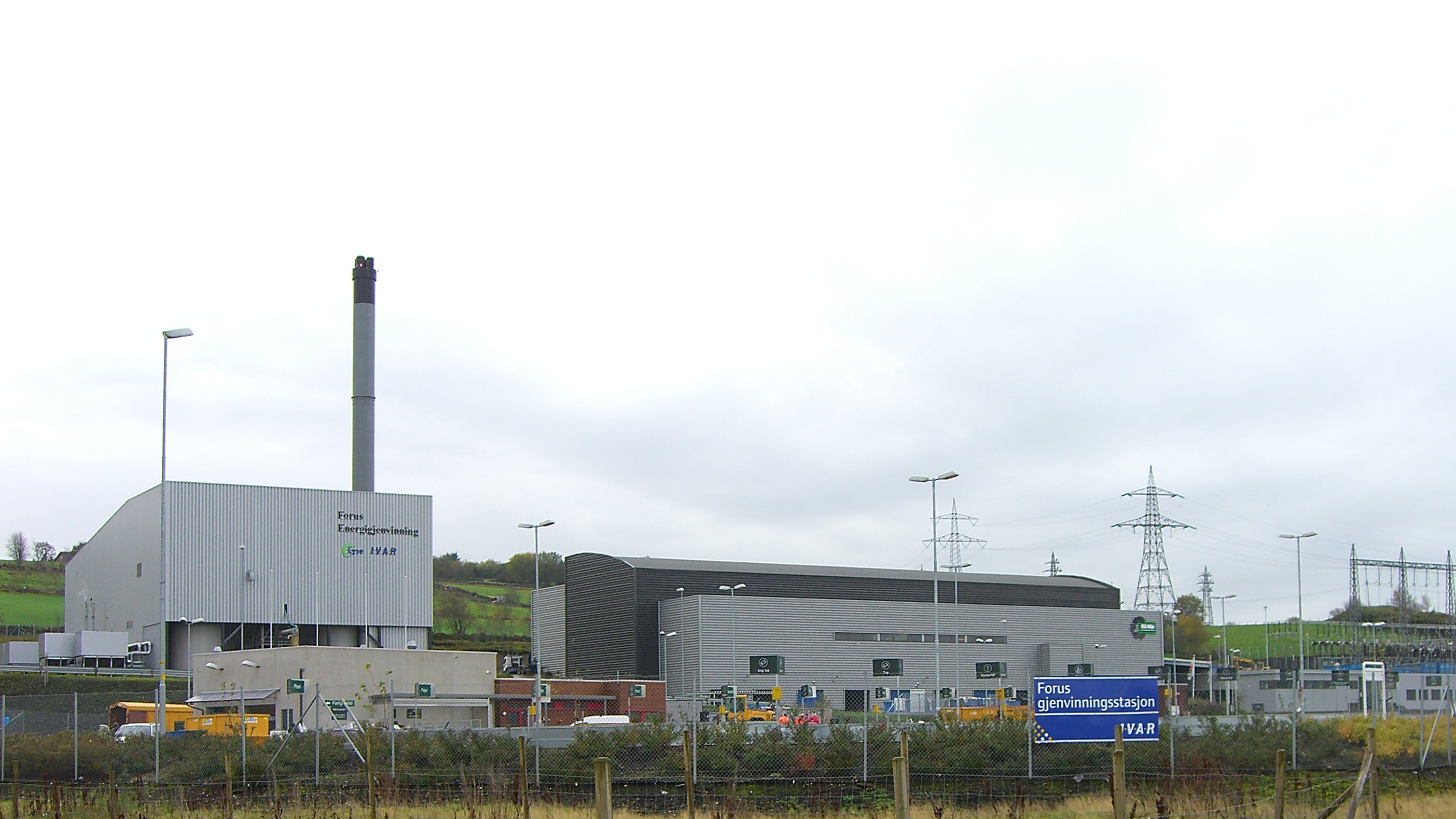
ایستگاه بازیافت، بین استاوانگر، سولا و ساندنس در منطقهٔ یَرِن در استان روگالاند در کشور نروژ

گسترش صنایع در منطقه یَرِن، قابل ملاحظه است. بهره‌برداری از معادن از جمله استخراج نفت و خدمات مرتبط با این فعالیت تولیدی و اقتصادی از نظر ایجاد اشتغال بسیار مؤثر بوده‌است. این شاخه از صنعت در سال ۲۰۱۹ میلادی در واقع تا ۶۵ درصد از کل اشتغال در صنایع نروژ را پوشانده‌است. در کنار صنعت نفت، ۲۰ در صد شاغلین صنایع تولیدی در کارخانه‌ها و کارگاه‌های تولیدات صنعتی یا در ارتباط با این مراکز مشغول کار بوده‌اند. از این میزان، ۵ درصد در صنایع تولید ماشین آلات صنعتی، ۱۰ در صد در صنایع فلزکاری و ۴ در صد در صنایع وسایل حمل و نقل اشتغال داشته‌اند. به غیر از این‌ها مهم‌ترین فعالیت تولیدی، صنعت تولید و بسته‌بندی مواد غذایی است که شامل ۸ درصد شاغلین صنایع در سال ۲۰۱۹ میلادی شده‌است.
صرف نظر از صنعت نفت که خصوصیات جداگانه ای دارد، یکی از ویژگی‌های رشد بخش عمدهٔ صنایع در منطقهٔ یَرِن، پیروی یا ارتباط آن با فعالیت کشاورزی است. مانند صنایع غذایی (کارخانه‌های تولید لبنیات و کشتارگاه‌ها و موارد مشابه)، تولید ابزار و ماشین آلات کشاورزی (بزرگ‌ترین کارخانه‌های تولید ابزار و ماشین آلات کشاورزی نروژ در منطقه یَرِن، قرار دارند).
دیگر، به غیر از موارد ذکر شده، می‌توان ا ز صنایع لاستیک، پلاستیک و معدنی (از جمله تولید سنگ چخماق و  شیشه و سرامیک در  ساندس، صنایع چوبی (شامل تولید خانه‌های پیش ساخته) و صنعت گرافیک به ویژه دراستاوانگر نام برد. با این حال، از آنجایی که درمنطقه یَرِن، بخش عمده ای از شاغلان در بخش نفت مشغول به کار هستند، سهم صنایع نام برده اخیر در سال ۲۰۱۹ میلادی تنها کمی بیش از ۳ درصد از کل مشاغل در منطقهٔ یَرِن، بوده‌است.
یک مرکز صنعتی بزرگ در منطقهٔ یَرِن، بین استاوانگر،  سولا و  ساندنس ایجاد شده‌است، که از جمله شامل بزرگ‌ترین کشتارگاه کشور و یک مرکز تجاری بزرگ می‌شود.

## یادداشت
1. ↑   به نروژی وانگلیسی: Jæren